# کاسکید ولی (واشینگتن)
کاسکید ولی (به انگلیسی: Cascade Valley) یک منطقهٔ مسکونی در ایالات متحده آمریکا است که در شهرستان گرنت، واشینگتن واقع شده‌است. کاسکید ولی ۱۱٫۹۲ کیلومتر مربع مساحت و ۲٬۲۴۶ نفر جمعیت دارد و ۳۲۳ متر بالاتر از سطح دریا واقع شده‌است.